# Valentina Rosendo Cantú
Valentina Rosendo Cantú (municipio de Acatepec, 14 de febrero de 1985) es una mujer indígena Me’phaa mexicana que tras ser violada por dos militares del ejército mexicano en el año 2002, logró que la Corte Interamericana de Derechos Humanos (Corte IDH) emitiera una sentencia contra el Estado mexicano que afirmaba que estaba probada su condición de víctima de graves violaciones de derechos humanos—incluyendo tortura sexual— y de violencia institucional castrense. Esta sentencia reconoció por primera vez un caso de tortura sexual cometida por elementos del Ejército mexicano y sentó un precedente fundamental para otros casos de abusos militares en contra de civiles.

## Trayectoria
Cantú nació en la comunidad indígena de Caxitepec, Municipio de Acatepec, Guerrero. Es la mayor de una familia de 10 hermanos perteneciente al pueblo indígena Me’phaa. Aprendió a realizar los trabajos del campo y de la crianza de animales. Hizo la educación primaria en su pueblo y tuvo que mudarse a Chilpancingo para estudiar secundaria, pero a los pocos meses volvió a su casa para hacerse cargo del cuidado de su madre y hermanos. En noviembre de 2000, con 15 años se casó con Fidel Bernardino Sierra y fue a vivir a la comunidad del marido en Barranca Bejuco, Municipio de Acatepec, Guerrero. El 16 de febrero de 2002, mientras lavaba la ropa en una zona despoblada a unos 200 metros de su casa, se le acercaron siete militares que llevaban a una persona detenida. Tras obtener de ella respuestas negativas cuando le preguntaron por varias personas, dos de los militares la golpearon y la violaron. Dos días más tarde, Cantú se acercó a la clínica de salud pública de la comunidad de Caxitepec, a una hora andando de su casa para solicitar que la exploraran, pero el médico que la recibió se negó a atenderla argumentando que no quería problemas con los militares y le recomendó que fuera al Hospital General de Ayutla de los Libres. Días después caminó junto a su marido con su hija de tres meses a la espalda hasta el hospital donde tampoco la atendieron por no tener cita concertada a pesar de haber sufrido una violación y le emplazaron para el día siguiente, en que sí le atendieron aunque una titular de medicina general le hizo una revisión incompleta y solo diagnosticó un traumatismo en el abdomen. 
El mismo día de los hechos, su esposo puso una denuncia ante el delegado municipal de la comunidad de Barranca Bejuco y la Asamblea comunitaria decidió que todos los hombres se escondieran en el monte durante dos días por si había represalias del ejército, quedando mujeres y menores solas en el pueblo. Al día siguiente, las autoridades de Barranca Bejuco fueron a la ciudad de Chilpancingo para informar al presidente municipal de Acatepec, Guerrero, que se comprometió a visitar la comunidad para hacerse cargo la situación pero nunca se presentó. En vista de la falta de ayuda de las autoridades municipales, Cantú y su esposo se dirigieron a Ayutla de los Libres para solicitar el apoyo de la Organización Independiente de Pueblos Mixtecos y Tlapanecos (OIPMT) que les ayudó a presentar una queja ante la Comisión Nacional de los Derechos Humanos (CNDH) el 26 de febrero de 2002. Además, el día 7 de marzo de ese año, la Comisión de Defensa de los Derechos Humanos de Guerrero (CODDEHUM) interpuso otra queja. Unos días después, el 26 de febrero, unos militares se acercaron a la casa de Cantú sin notificación previa para tomarle declaración de manera intimidatoria. Al mismo tiempo, la queja interpuesta por CODDEHUM siguió su trámite y el Visitador General acompañó a Cantú y a su esposo a presentar una denuncia ante el Ministerio Público del Distrito Judicial de Allende que inició una Averiguación Previa por el delito de violación y tomó declaración a Cantú. A pesar de esto, no pudo acceder a todas las garantías legales a las que tenía derecho.
El agente del Ministerio Público no le proporcionó un intérprete a pesar de que se dio cuenta de que no hablaba ni entendía totalmente el español pues su lengua materna es la Me’phaa (Tlapaneco) y tampoco tuvo una revisión médica por no existir forense femenina y ni siquiera disponer de médico en ese momento. Los militares volvieron para realizar una diligencia de confrontación y que Cantú reconociera a sus agresores, cosa que no hizo por miedo. Finalmente, un médico de sexo masculino le realizó una exploración ginecológica en el Ministerio Público del Distrito Judicial de Morelos, pero después de un mes no pudo encontrar pruebas de la violación, aunque sí reconoció las agresiones externas. Fueron muchas las vicisitudes por las que atravesó la denuncia, pero Cantú perseveró interponiendo cuantos recursos de amparo fueron necesarios ante diferentes tribunales nacionales e internacionales con el amparo de organizaciones como la Organización del Pueblo Indígena Tlapaneco/Me’phaa (OPIM), el Centro por la Justicia y el Derecho Internacional (CEJIL), y el Centro de Derechos Humanos de la Montaña Tlachinollan A.C.
En 2004 se determinó el archivo del caso por no considerarse acreditado el delito de violación cometido por personal militar. Para entonces, en 2003, Cantú había presentado una petición a la Comisión Interamericana de Derechos Humanos reclamando la responsabilidad del Estado mexicano. Por dos veces, los tribunales civiles declinaron su competencia a lo largo del proceso en favor de la Justicia Militar.
En 2010, la Corte Interamericana reconoció la violación y las irregularidades en la tramitación de su denuncia y ordenó al Estado mexicano iniciar una investigación en el marco de la justicia civil para sancionar a quienes fueran responsables. El 7 de junio de 2018, después de 16 años, la Jueza Federal de México Iliana Contreras, dictó una sentencia que acreditaba la responsabilidad penal de los autores de la violación y los condenó a 19 años de prisión.
Hasta llegar a esta sentencia condenatoria, Cantú tuvo que sufrir la falta de apoyo de parte de su comunidad, que se dividió entre quienes consideraban que estaba perjudicando la honorabilidad de los soldados, quienes la creían y quienes por temor a la venganza de los militares, le pidieron que no siguiera adelante, pero ella continuó buscando justicia y reparación e inevitablemente, la venganza y la presión del ejército llegaron de tal manera que tuvo que huir de su comunidad y esconderse. El daño no solo fue personal, la división de la colectividad acabó afectando al pueblo Me’phaa. Por otro lado, se investiga el comportamiento del funcionariado mexicano que no cumplió con su obligación de protegerla y garantizarle el acceso a la justicia.
El caso de Cantú fue parte de la campaña Escribe por los derechos, de la edición de 2012, de Amnistía Internacional.

## Repercusión en el sistema de Justicia de México
El caso de Cantú y el de Inés Fernández Ortega que también fue violada por militares un poco después que la primera, impulsaron cambios en el sistema de Justicia mexicano pues sentaron un precedente para que las violaciones de los derechos humanos cometidos por miembros del ejército mexicano fueran instruidos por tribunales civiles. A raíz de ellos, se aprobaron las reformas del Código de Justicia Militar que establecían por primera vez restricciones al uso del fuero militar en los casos de violaciones de derechos humanos de personas civiles y que a partir de ese momento dejaron de ser juzgados por tribunales militares. Por otro lado, el proceso de Cantú desarrolló los términos "tortura sexual" y "violencia institucional castrense". La condena impuesta a los militares que la violaron es la primera condena penal de México basada en una sentencia previa de la Corte Internacional de los Derechos Humanos. Además de sentar un precedente al establecer penas acordes a la gravedad del delito y establece directrices para la persecución penal de los mismos.